# Авария MD-81 в Готтрёре
Авария MD-81 в Готтрёре (также известная как Катастрофа в Готтрёре и Чудо в Готтрёре) — авиационная авария, произошедшая в пятницу 27 декабря 1991 года. Авиалайнер McDonnell Douglas MD-81 авиакомпании Scandinavian Airlines System (SAS) совершал плановый рейс SK 751 по маршруту Стокгольм—Копенгаген—Варшава, но всего через 1,5 минуты после взлёта у него отказали оба двигателя, в результате чего экипаж был вынужден совершить аварийную посадку на опушку леса около деревни Готтрёры в провинции Уппланд. При приземлении самолёт разрушился на три части, но никто из находившихся на его борту 129 человек (123 пассажира и 6 членов экипажа) не погиб; 92 из них получили ранения различной степени тяжести.
В СМИ авария также известна как Рождественское чудо (швед. Julmirakel).

## Самолёт
McDonnell Douglas MD-81 (регистрационный номер OY-KHO, заводской 53003, серийный 1844) был выпущен в 1991 году (первый полёт совершил 16 марта). 10 апреля того же года был передан авиакомпании Scandinavian Airlines System (SAS), в которой получил имя Dana Viking. Оснащён двумя турбореактивными двигателями Pratt & Whitney JT8D-217C. На день аварии совершил 1272 цикла «взлёт-посадка» и налетал 1608 часов.

## Экипаж
Самолётом управлял опытный экипаж, состав которого был таким:
- Командир воздушного судна (КВС) — 44-летний Стефан Г. Расмуссен (дат. Stefan G. Rasmussen), датчанин. Опытный пилот, проходил службу в ВВС Дании, где пилотировал истребитель F-104. Проработал в авиакомпании SAS 12 лет (с 1979 года). Управлял самолётами Douglas DC-3, Fokker F27 и McDonnell Douglas DC-9. В должности командира McDonnell Douglas MD-81 — с 24 августа 1990 года. Налетал свыше 8020 часов, свыше 590 из них на MD-81.
- Второй пилот — 34-летний Ульф Седермарк (швед. Ulf Cedermark), швед. Опытный пилот, проходил службу в ВВС Швеции, где пилотировал истребитель Saab 37 Viggen. Проработал в авиакомпании SAS 4 года (с 1987 года). Управлял самолётом McDonnell Douglas DC-10. Налетал 3015 часов, 76 из них на McDonnell Douglas MD-81.

В салоне самолёта работали четверо бортпроводников.

## Хронология событий

### Вылет
Вечером 26 декабря 1991 года McDonnell Douglas MD-81 борт OY-KHO выполнил рейс SK 1606 Цюрих—Стокгольм, а утром 27 декабря должен был выполнять рейс SK 751 Стокгольм—Копенгаген—Варшава. На его борту находились 6 членов экипажа и 123 пассажира, при этом командир экипажа намеренно (по привычке) оставил дверь кабины в салон открытой. По просьбе командира самолёт перед вылетом был обработан противообледенительной жидкостью. После этого он осмотрел поверхности и попросил повторить процедуру, что и было выполнено в 08:30 CET. При обработке самолёта было использовано 850 литров раствора.
В 08:47 CET рейс SK 751 взлетел с ВПП №08 аэропорта Стокгольм-Арланда.

### Отказ двигателей, авария
Через 25 секунд после взлёта, когда самолёт находился на высоте около 350 метров, все почувствовали сильные вибрации и толчки и услышали хлопки, доносившиеся со стороны двигателя №2 (правого). Поняв, что произошёл помпаж, КВС уменьшил тягу двигателя. Но на 76 секунде полёта, когда лайнер находился на высоте около 900 метров, двигатель №2 остановился, а через несколько секунд остановился и двигатель №1 (левый). Пилоты связались с аэропортом Стокгольма и доложили о происшествии на борту, после чего радиосвязь отключилась из-за нехватки электропитания. При попытке вновь запустить двигатель №1 тот загорелся, поэтому на 91 секунде полёта была активирована система пожаротушения.
Этим рейсом летел известный гандболист Томас Свенссон из сборной Швеции.

Я снял наушники. И понял, что скоро я умру.Оригинальный текст (швед.)Jag tog av mig hörlurarna. Och insåg att jag just skulle dö
В салоне в это время находился Пер Холмберг (швед. Per Holmberg) — 46-летний пилот авиакомпании SAS (КВС), летевший в качестве пассажира. Увидев через открытую дверь, что у его коллег возникли проблемы, Холмберг прибежал в кабину и предложил свою помощь. По указанию командира он включил вспомогательную силовую установку, чтобы подать питание на вспомогательное оборудование, а при прохождении высоты 420 метров помог выпустить закрылки. На высоте около 350 метров закрылки были полностью выпущены. Поначалу пилоты рассчитывали вернуться обратно в Стокгольм, но, поняв, что для манёвра не хватит высоты, стали искать подходящее место для аварийной посадки. КВС принял решение садиться на опушку леса. В 08:51:10 CET на скорости 193 км/ч рейс SK 751 пластом врезался в верхушки деревьев, при этом у него оторвало правое крыло. Затем лайнер развернуло вправо и через пару секунд он рухнул на опушку, где его протащило по земле на расстояние 110 метров. Фюзеляж разрушился на 3 части, из баков начало вытекать авиатопливо, однако пожара при этом не возникло.

### Раненые
В результате падения самолёта 25 человек получили тяжёлые ранения, общее число раненых составляло 92 человека. Пилоты Расмуссен и Холмберг потеряли сознание, у Холмберга был перелом ключицы. Перед вылетом КВС прогрел салон сильнее обычного, поэтому пассажиры сняли верхнюю одежду, а сейчас же, будучи легко одетыми, они оказались на морозе. Однако никто из находившихся в самолёте 129 человек не погиб.

Люди ходили на холоде без пальто, некоторые без обуви. Они кричали, смеялись и обнимали людей, которых они не знали. Две молодые пары решили пожениться и сделали это в течение шести месяцев после аварии. Многие стали бояться летать на самолётах. Другие стали более осторожны. Некоторые заболели. Для многих авиакатастрофа в Готтрёре изменила жизнь.Оригинальный текст (швед.)Människor gick omkring i kylan utan ytterkläder, en del utan skor. De grät, skrattade och kramade om folk de inte kände. Två unga par bestämde sig för att gifta sig och gjorde det inom ett halvår efter kraschen. Flera blev flygrädda. Andra mer försiktiga. Några blev sjukskrivna. För många innebar flygolyckan i Gottröra att deras liv förändrades.

## Расследование
Расследование причин аварии рейса SK 751 проводил Шведский совет по расследованию авиационных происшествий (SHK).
Окончательный отчёт расследования был опубликован 20 октября 1993 года.
Согласно отчёту, виновником аварии является SAS (англ. The accident was caused by SAS) — авиакомпания-перевозчик. Было установлено, что в обоих двигателях действительно начался помпаж, причиной которого стало попадание большого количества льда с обледеневших крыльев. Наземные службы не смогли определить наличие льда на крыльях из-за его высокой прозрачности, поскольку у техников авиакомпании SAS не было лестниц для осмотра крыла сверху. Самолёты такой модели имеют предрасположенность к образованию льда, в связи с чем компания «McDonnell Douglas» в 1985 году разослала операторам самолётов инструкцию об этом. Также 14 октября 1986 года она разослала операторам инструкцию о методике борьбы с прозрачным льдом, применявшуюся авиакомпанией Finnair. Однако SAS не приняла соответствующих мер.
Ещё одним значительным фактором аварии была признана система ATR (англ. Automatic Thrust Restoration), призванная исправлять ошибки американских пилотов, снижающих тягу двигателей при взлёте над жилыми кварталами. В некоторых случаях тяга снижалась настолько, что это приводило к сваливанию. Система была внедрена на самолётах компании «McDonnell Douglas» незадолго до аварии рейса SK 751, и авиакомпания SAS не была уведомлена о её наличии. На 39-й секунде полёта, когда КВС в ответ на помпаж снизил тягу двигателей, эта система снова восстановила её, о чём пилоты не знали.
Службы аэропорта Стокгольм-Арланда не смогли очистить поверхность крыльев от прозрачного льда, так как не смогли его разглядеть. После взлёта большое количество льда, слетев с крыльев, попало в двигатели, где он повредил лопатки первой ступени компрессора. Падение давления в первой ступени привело к помпажу. Правильные действия экипажа, снизившего тягу двигателей, были отменены автоматической системой. В результате произошло разрушение, а потом и пожар двигателей.
SHK пришёл к выводу, что пилоты действовали строго в соответствии с действующими инструкциями и поэтому невиновны. Действия пришедшего в кабину Пера Холмберга были признаны нарушением инструкции, однако был сделан вывод о том, что он оказал положительное влияние на развитие ситуации.

## Дальнейшие судьбы пилотов
- Пресса назвала КВС Стефана Расмуссена героем, так как он спас 129 человек, но для него самого авария стала серьёзным психологическим ударом, из-за чего ему пришлось оставить карьеру пилота. Позже королева Дании Маргрете II наградила его рыцарским Орденом Данеброг. Также ему был вручён ряд других наград, включая IFALPA Polaris Award и IAPA Outstanding Service Award. С 1994 по 1996 годы являлся депутатом фолькетинга.
- В 1993 году король Швеции Карл XVI Густав наградил пилота Пера Холмберга Королевской медалью. После выздоровления Холмберг поначалу продолжил летать на самолётах MD-80, но в январе 1995 года уволился из авиакомпании после 33 лет работы и в общей сложности 12 447 лётных часов.
- Второй пилот Ульф Седермарк продолжил работать в авиакомпании SAS и в 1997 году дослужился до командира экипажа. В настоящее время летает на самолётах Airbus A320.

## Последствия аварии
Рейс SK 751 в авиакомпании SAS существует и поныне, но его маршрут сменился на Копенгаген—Варшава и по нему летает Bombardier CRJ900.

## Культурные аспекты
Авария рейса 751 SAS показана в 10 сезоне канадского документального телесериала Расследования авиакатастроф в серии Коварный лёд. При этом самолёт в ней ошибочно указан как McDonnell Douglas DC-9, а не MD-81.